# Shin Suk-ju
Shin Suk-ju (* 1417; † 21. Juni 1475) war ein koreanischer Politiker, Maler und neokonfuzianischer Philosoph.
Er führte im 15. Jahrhundert während der Joseon-Dynastie unter der Regentschaft Sejongs des Großen und König Sejo eine Sprachreform durch. Seine Pseudonyme als Philosoph waren Huihyundang (희현당, 希賢堂) und Bohanjae (보한재, 保閑齋). Er diente seinem Land von 1461 bis 1464 und von 1471 bis 1475 als Regierungschef.

## Werke
- Bohanjaejip (보한재집, 保閑齋集)
- Saseongtonggo (사성통고, 四聲通攷)
- Nongsanchukmokseo (농산축목서)
- Bukjungrok (북정록, 北征錄)
- Haedongjegukgi (해동제국기, 海東諸國記)